# Кород (Галац)
Кород (рум. Corod) — село у повіті Галац в Румунії. Входить до складу комуни Кород.
Село розташоване на відстані 202 км на північний схід від Бухареста, 61 км на північний захід від Галаца, 139 км на південь від Ясс.

## Населення
За даними перепису населення 2002 року у селі проживали 5192 особи, з них 5191 особа (> 99,9%) румунів. Рідною мовою 5191 особа (> 99,9%) назвала румунську.